# Badminton nos Jogos Paralímpicos de Verão de 2024
O badminton nos Jogos Paralímpicos de Verão de 2024 em Paris, na França, foram disputados entre 29 de agosto e 2 de setembro de 2024 na Porte de La Chapelle Arena. Foram cerca de 120 competidores em 16 eventos, sendo sete categorias para homens e mulheres (com seis simples e um de duplas) e dois de duplas mistas.

## Classificação
São seis classes diferentes que estarão neste esporte.
| Classe | Descrição |
| ------ | --- |
| WH1    | Atletas que apresentam comprometimento de membros inferiores e tronco e/ou lesões altas da medula espinhal. Eles também podem ter função manual prejudicada, o que pode afetar a capacidade de manobra em sua cadeira de rodas. Seu estilo de jogo consiste em segurar a cadeira de rodas com uma mão enquanto a outra move a raquete; eles vão se empurrar ou puxar para uma posição sentada em uma cadeira de rodas neutra após o curso. |
| WH2    | Semelhante aos atletas WH1, os atletas WH2 têm uma ou mais deficiências em seus membros inferiores, uma ou mais perdas de pernas (acima do joelho) e teriam mínimo ou nenhum comprometimento de tronco e/ou inferior. Eles moveriam suas cadeiras de rodas mais rápido do que os atletas WH1 e segurariam menos nas rodas para manter o equilíbrio.                                                                                        |
| SL3    | Os atletas teriam comprometimento em um ou ambos os membros inferiores e teriam pouco equilíbrio para caminhar/correr: para reduzir seu comprometimento, eles frequentemente competiam em meia quadra (longitudinalmente). Esses atletas teriam paralisia cerebral, poliomielite bilateral ou perda de ambas as pernas abaixo do joelho.                                                                                                   |
| SL4    | Os atletas correriam mais rápido e teriam melhor equilíbrio do que os atletas da classe SL3, teriam deficiência em um ou em ambos os membros inferiores, poliomielite unilateral ou paralisia cerebral leve. Esses atletas jogariam em quadra inteira. |
| SU5    | Ao contrário das classes esportivas SL3 e SL4, SU5 tem deficiências em seus membros superiores, como a falta do polegar, que restringe a aderência e a força do golpe ou a perda de um braço devido a amputação ou lesão do nervo. Além disso, os atletas podem ter uma deficiência severa no braço que não joga, o que pode afetar os movimentos de equilíbrio, rotação do tronco e capacidade de sacar.                                  |
| SS6    | Atletas com acondroplasia e baixa estatura. |

## Nações participantes
Ao todo, 120 atletas de 31 países vão competir nesse evento.
- GER Alemanha (3)
- AUS Austrália (2)
- AUT Áustria (1)
- BEL Bélgica (2)
- BRA Brasil (3)
- CAN Canadá (1)
- CHI Chile (1)
- CHN China (13)
- KOR Coreia do Sul (7)
- DEN Dinamarca (1)
- USA Estados Unidos (2)
- FRA França (8) (Nação anfitriã)
- GBR Grã-Bretanha (4)
- HKG Hong Kong (2)
- IND Índia (13)
- INA Indonésia (9)
- ISR Israel (2)
- ITA Itália (1)
- JPN Japão (12)
- MAS Malásia (5)
- NGR Nigéria (2)
- NOR Noruega (1)
- NZL Nova Zelândia (1)
- PER Peru (3)
- POL Polônia (2)
- POR Portugal (1)
- SUI Suíça (3)
- THA Tailândia (8)
- TPE Taipé Chinês (4)
- TUR Turquia (2)
- UKR Ucrânia (1)

## Medalhistas

### Eventos individuais
| Evento                   | Ouro                       | Prata                                  | Bronze                            |
| ------------------------ | -------------------------- | -------------------------------------- | --------------------------------- |
| WH1 Masculino (Detalhes) | Qu Zimo CHN China          | Choi Jung-man KOR Coreia do Sul        | Thomas Wandschneider GER Alemanha |
| WH2 Masculino (Detalhes) | Daiki Kajiwara JPN Japão   | Chan Ho Yuen HKG Hong Kong             | Kim Jung-jun KOR Coreia do Sul    |
| SL3 Masculino (Detalhes) | Kumar Nitesh IND Índia     | Daniel Bethell GBR Grã-Bretanha        | Mongkhon Bunsun THA Tailândia     |
| SL4 Masculino (Detalhes) | Lucas Mazur FRA França     | Suhas Lalinakere Yathiraj IND Índia    | Fredy Setiawan INA Indonésia      |
| SU5 Masculino (Detalhes) | Cheah Liek Hou MAS Malásia | Suryo Nugroho INA Indonésia            | Dheva Anrimusthi INA Indonésia    |
| SH6 Masculino (Detalhes) | Charles Noakes FRA França  | Krysten Coombs GBR Grã-Bretanha        | Vitor Tavares BRA Brasil          |
| WH1 Feminino (Detalhes)  | Sarina Satomi JPN Japão    | Sujirat Pookkham THA Tailândia         | Yin Menglu CHN China              |
| WH2 Feminino (Detalhes)  | Liu Yutong CHN China       | Li Hongyan CHN China                   | Ilaria Renggli SUI Suíça          |
| SL3 Feminino (Detalhes)  | Xiao Zuxian CHN China      | Qonitah Ikhtiar Syakuroh INA Indonésia | Mariam Eniola Bolaji NGR Nigéria  |
| SL4 Feminino (Detalhes)  | Cheng Hefang CHN China     | Leani Ratri Oktila INA Indonésia       | Helle Sofie Sagøy NOR Noruega     |
| SU5 Feminino (Detalhes)  | Yang Qiuxia CHN China      | Thulasimathi Murugesan IND Índia       | Manisha Ramadass IND Índia        |
| SH6 Feminino (Detalhes)  | Li Fengmei CHN China       | Lin Shuangbao CHN China                | Nithya Sre Sivan IND Índia        |

### Eventos de duplas
| Evento                             | Ouro                                            | Prata                                           | Bronze                                          |
| ---------------------------------- | ----------------------------------------------- | ----------------------------------------------- | ----------------------------------------------- |
| Duplas Masculina (Detalhes)        | Mai Jianpeng Qu Zimo CHN China                  | Jeong Jae-gun Yu Soo-young KOR Coreia do Sul    | Hiroshi Murayama Daiki Kajiwara JPN Japão       |
| Duplas Feminina WH1–WH2 (Detalhes) | Yin Menglu Liu Yutong CHN China                 | Sarina Satomi Yuma Yamazaki JPN Japão           | Sujirat Pookkham Amnouy Wetwithan THA Tailândia |
| Duplas Mistas SL3–SU5 (Detalhes)   | Hikmat Ramdani Leani Ratri Oktila INA Indonésia | Fredy Setiawan Khalimatus Sadiyah INA Indonésia | Lucas Mazur Faustine Noël FRA França            |
| Duplas mistas SH6 (Detalhes)       | Lin Naili Li Fengmei CHN China                  | Miles Krajewski Jayci Simon USA Estados Unidos  | Subhan Rina Marlina INA Indonésia               |

### Quadro de medalhas
País sede destacado
| Ordem | País               | Medalha de ouro | Medalha de prata | Medalha de bronze |    |
| ----- | ------------------ | --------------- | ---------------- | ----------------- | -- |
| 1     | CHN China          | 9               | 2                | 1                 | 12 |
| 2     | JPN Japão          | 2               | 1                | 1                 | 4  |
| 3     | FRA França         | 2               |                  | 1                 | 3  |
| 4     | INA Indonésia      | 1               | 4                | 3                 | 8  |
| 5     | IND Índia          | 1               | 2                | 2                 | 5  |
| 6     | MAS Malásia        | 1               |                  |                   | 1  |
| 7     | KOR Coreia do Sul  |                 | 2                | 1                 | 3  |
| 8     | GBR Grã-Bretanha   |                 | 2                |                   | 1  |
| 9     | THA Tailândia      |                 | 1                | 2                 | 3  |
| 10    | USA Estados Unidos |                 | 1                |                   | 1  |
|       | HKG Hong Kong      |                 | 1                |                   | 1  |
| 12    | GER Alemanha       |                 |                  | 1                 | 1  |
|       | BRA Brasil         |                 |                  | 1                 | 1  |
|       | NGR Nigéria        |                 |                  | 1                 | 1  |
|       | NOR Noruega        |                 |                  | 1                 | 1  |
|       | SUI Suíça          |                 |                  | 1                 | 1  |
| TOTAL | TOTAL              | 16              | 16               | 16                | 48 |